# Política de Alemania
El sistema político de la República Federal de Alemania (en alemán: Politisches System der Bundesrepublik Deutschland) incluye las instituciones políticas, los procesos de toma de decisiones y su contenido en Alemania.
El sistema político de Alemania es federal y está organizado como una democracia parlamentaria. Las elecciones se llevan a cabo principalmente como elecciones proporcionales; por lo general, son necesarias coaliciones de partidos en competencia para formar un gobierno. El Bundestag alemán elige a una persona para ser el canciller federal. Esta persona determina las pautas de la política nacional y exterior a nivel federal (competencia política) y propone a los ministros federales. Las instituciones federales y la división de tareas entre los gobiernos federal y estatal están reguladas por la Ley Fundamental para la República Federal de Alemania. El Tribunal Constitucional Federal supervisa el cumplimiento de la Ley Fundamental. Los estados federales que conforman el estado de Alemania tienen su propia representación, el Bundesrat, que, junto con el Bundestag, participa en la legislación. Alemania es miembro de la Unión Europea y ha transferido algunos de sus derechos soberanos a este grupo de estados.

## Principios
Las características centrales de Alemania son los principios estructurales intocables del respeto a la dignidad humana, la democracia, el estado de derecho, el principio federal (desglose en estados) y el principio del estado del bienestar. Otros principios establecidos en el artículo 20 de la Ley Fundamental para la República Federal de Alemania son la separación de poderes y el derecho de rebelión. Según el artículo 79.3 de la Ley fundamental, los principios de los artículos 1 y 20 de la Ley fundamental no pueden modificarse (cláusula de eternidad). Todos los participantes en la vida política están obligados al orden básico democrático libre o el orden constitucional y está fuertemente protegido (Democracia militante).

### Democracia parlamentaria
La República Federal de Alemania se considera una democracia parlamentaria porque el Jefe de Gobierno, es decir, el canciller federal, es elegido directamente por el parlamento, el Bundestag. A diferencia de las democracias presidenciales, el Presidente Federal tiene solo funciones representativas; no tiene derechos de veto ni puede ocupar cargos gubernamentales clave. Sin embargo, puede negarse a firmar leyes si tiene dudas sobre su constitucionalidad.

### Estado federal
En línea con la larga tradición federal desde los estados imperiales en el Sacro Imperio Romano Germánico hasta los Estados miembros del Imperio alemán, en contraste con el estado unitario totalitario durante el período Nacional Socialista y por sugerencia de los poderes de la ocupación aliada de Alemania tras la Segunda Guerra Mundial, el país se convirtió en un estado federal. La Ley Fundamental redactó una decisión que no se puede cambiar de acuerdo con la llamada “cláusula de eternidad” en el artículo 79.3. Los estados alemanes recién fundados en las zonas occidentales desde 1946 se unieron para formar la República Federal de Alemania en 1949. En este punto, todos los países ya tenían sus propias constituciones estatales, gobiernos estatales, parlamentos estatales y tribunales. Los 16 estados federados pueden actuar de forma independiente en determinados ámbitos políticos, como por ejemplo la policía, la educación y la cultura.

### Democracia militante
Con las leyes de emergencia, el artículo 20.4 de la Ley Básica introdujo el derecho último de resistencia de la población "contra cualquiera que se comprometa a eliminar este orden".

## Resumen de los órganos
| Nivel     | Legislativo                                                                                              | Ejecutivo | Judicial |
| --------- | --- | --- | --- |
| Europeo   | Parlamento Europeo, Consejo de la Unión Europea                                                          | Comisión Europea | Tribunal de Justicia de la Unión Europea: Tribunal de Justicia de la Unión Europea, Tribunal General de la Unión Europea, Tribunal de la Función Pública de la Unión Europea                                                                                |
| Federal   | Bundestag, Consejo Federal, Comité de conciliacion, Comité Conjunto                                      | Gobierno federal: Canciller federal, Ministerio Federal Administración federal                                                                       | Tribunales federales: Tribunal Constitucional, Tribunal Federal del Trabajo, Tribunal Federal de Finanzas, Tribunal Federal de Justicia, Tribunal social federal, Tribunal Administrativo Federal, Tribunal Federal de Patentes, Corte del servicio militar |
| Estados   | Parlamento de los Estados / Cámara de Diputados / Ciudadanía                                             | Gobierno Estatal / Gobierno Estatal / Senado: Ministro presidente / Gobernador o Primer alcalde, Ministro de Estado / Ministro de Estado / Senadores | Tribunales de los Estados |
| Municipal | Organismos autónomos de los distritos y municipios: consejo de distrito, ayuntamiento, consejo municipal | Organismos autónomos de los distritos y municipios: administrador del distrito, alcalde, alcalde, magistrado, junta municipal                        | Sin instituciones |

## El sistema de gobierno federal

### Legislatura a nivel federal: Bundestag y Bundesrat

#### Bundestag

Logo del Bundestag.

El Parlamento Federal, u ocasionalmente Dieta Federal (en alemán: Bundestag, pronunciado /ˈbʊndəstaːk/ⓘ) es el órgano federal que junto al Consejo Federal, ejerce el poder legislativo de la República Federal de Alemania. Es comparable a una cámara baja, similar a la Cámara de Representantes de los Estados Unidos o la Cámara de los Comunes del Reino Unido. Su cometido principal es representar la voluntad del pueblo. El Parlamento decide las leyes federales, elige al canciller de Alemania y controla el trabajo del gobierno. Los diputados se eligen cada cuatro años. El Bundestag fue establecido por el Título III de la Ley Fundamental para la República Federal de Alemania (en alemán: Grundgesetz, pronunciado /ˈɡʁʊntɡəˌzɛt͡s/ⓘ) en 1949 como uno de los órganos legislativos de Alemania y, por lo tanto, es el sucesor histórico del anterior Reichstag.
Los miembros del Bundestag son representantes del pueblo alemán en su conjunto, no están obligados por ninguna orden o instrucción y solo son responsables ante su electorado. El número mínimo legal de miembros del Bundestag (en alemán: Mitglieder des Bundestages) es de 598; sin embargo, debido al sistema de asientos salientes y nivelados, el actual 20º Bundestag tiene un total de 736 miembros, lo que lo convierte en el Bundestag más grande hasta la fecha.
El Bundestag es elegido cada cuatro años por todos los ciudadanos alemanes mayores de 18 años. Las elecciones utilizan un sistema de representación proporcional mixta que combina los escaños elegidos mediante escrutinio mayoritario uninominal y con una lista proporcional de partidos para garantizar que su composición refleje el voto popular nacional. La elección anticipada sólo es posible en los casos descritos en los artículos 63 y 68 de la Ley Fundamental.
El Bundestag tiene varias funciones. Junto con el Bundesrat, la cámara alta, el Bundestag constituye la rama legislativa del Gobierno Federal. Los estados federados (Bundesländer) de Alemania participan a través del Bundesrat en un proceso legislativo similar a una cámara alta en un parlamento bicameral; sin embargo, la Ley Fundamental considera que el Bundestag y el Bundesrat están separados entre sí. Sin embargo, el Bundestag y el Bundesrat trabajan juntos en el procedimiento legislativo a nivel federal.

#### Consejo Federal
El Consejo Federal (en alemán: Bundesrat) es el órgano de representación de los dieciséis estados federados de Alemania, con sede en la antigua Cámara de los Señores de Prusia (Preußisches Herrenhaus) en Berlín. Su segunda sede se encuentra en la antigua capital de la Alemania Occidental, Bonn.

#### Proceso legislativo
Las leyes federales se pueden introducir desde el Bundestag (grupo parlamentario o un número mínimo definido de diputados), así como desde el Gobierno Federal y el Consejo Federal; estos últimos deben presentar los borradores entre sí para una opinión antes de enviarlos al parlamento. Presentado al Bundestag hay tres lecturas; si este último acepta la tercera lectura en la votación final, se enviará al Consejo Federal. Los Länder participan directamente en el proceso legislativo a través de su representación en el Consejo Federal.

#### Regulaciones de emergencia
En 1968, las leyes de emergencia fueron un paso hacia la recuperación de la soberanía plena y tenían la intención de garantizar que Alemania siga siendo capaz de actuar incluso en situaciones de emergencia. En caso de una defensa, un comité conjunto formado por el Bundestag y el Bundesrat puede actuar como un parlamento de emergencia. La emergencia legislativa ha sido un medio para evitar un bloqueo por parte del Bundestag desde 1949.

### Ejecutivo a nivel federal

#### Gobierno Federal

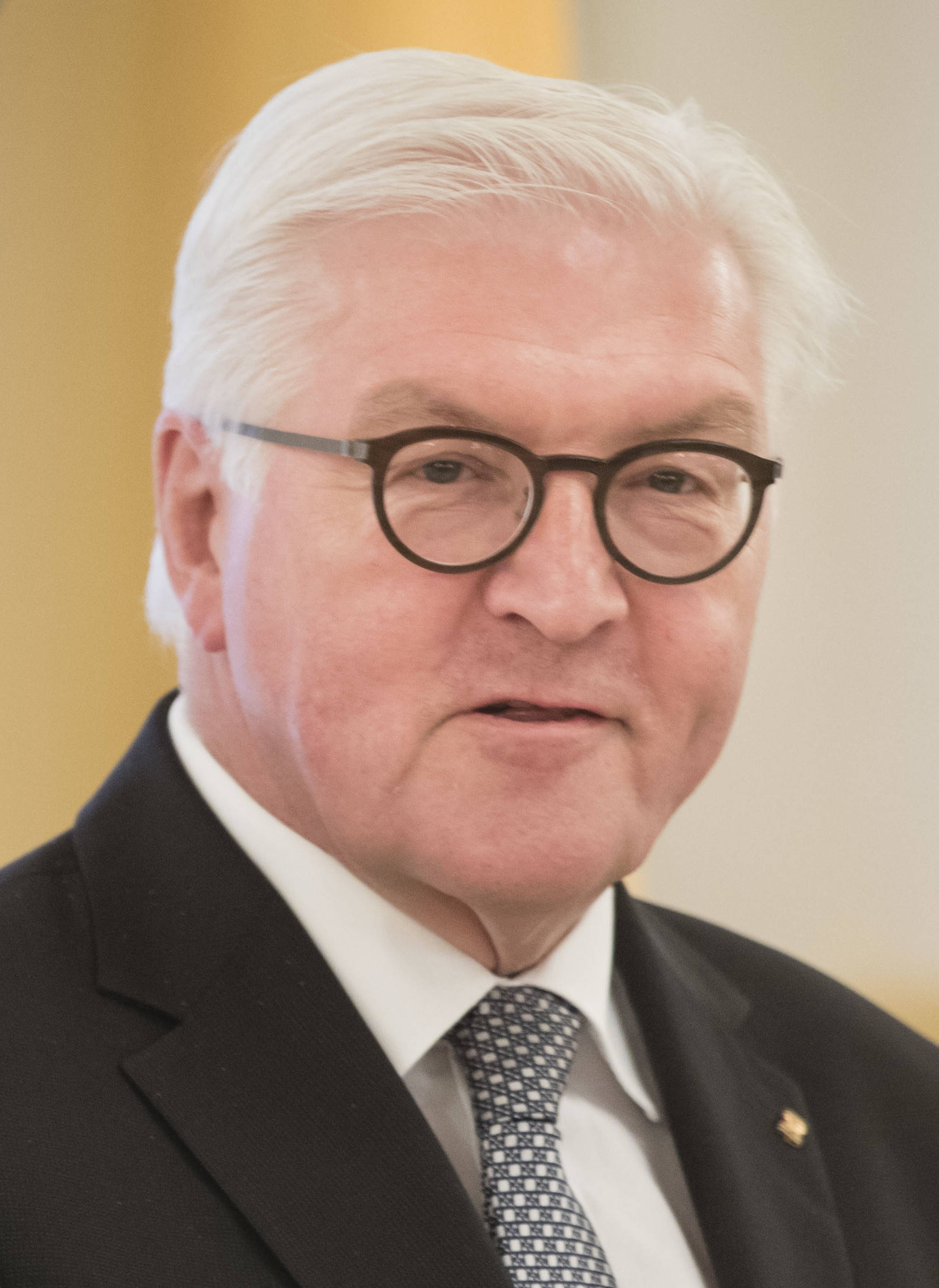
Frank-Walter Steinmeier presidente de Alemania desde 2017.

El Gobierno federal (en alemán: Bundesregierung, pronunciado /ˈbʊndəsʁeˌɡiːʁʊŋ/ⓘ) es el poder ejecutivo de la República Federal Alemana. También es denominado gabinete federal (Bundeskabinett) y se compone del canciller federal y de los ministros federales. Fue fundado el 8 de mayo de 1949 como gobierno de la recién fundada República Federal de Alemania.
Constitucionalmente su papel está fundamentado en los artículos 62 hasta el 69 de la Ley Fundamental para la República Federal de Alemania, la Constitución alemana. El artículo 64 indica que los miembros del Gobierno federal deben hacer acto de juramento para poder ejercer su cargo. El principio de trabajo está controlado por la Geschäftsordnung der Bundesregierung (GOBReg) —Reglamentación del Gobierno Federal— y por la Gemeinsame Geschäftsordnung der Bundesministerien (GGO) —Reglamentación Conjunta de los Ministerios Federales—, donde se establece por ejemplo que el Gobierno federal solo tiene capacidad de decisión si están presentes más de la mitad de sus miembros.
La parte administrativa del Gobierno federal está a cargo del canciller federal, quien delega esta tarea al jefe de la Cancillería Federal. El canciller federal dirige la acción del Gobierno bajo su responsabilidad y coordina las funciones de los miembros del Gobierno. Los ministros federales están al frente de sus respectivas carteras en el marco de los principios del canciller. El campo de acción de sus actividades lo determina el canciller federal. Si bien los miembros del Gobierno pueden pertenecer también al Parlamento alemán (Bundestag), no es condición indispensable serlo.
Los ministros de Estado, secretarios parlamentarios y funcionarios públicos no pertenecen formalmente al Gobierno federal, pero le sirven de apoyo en sus funciones.

##### Canciller Federal

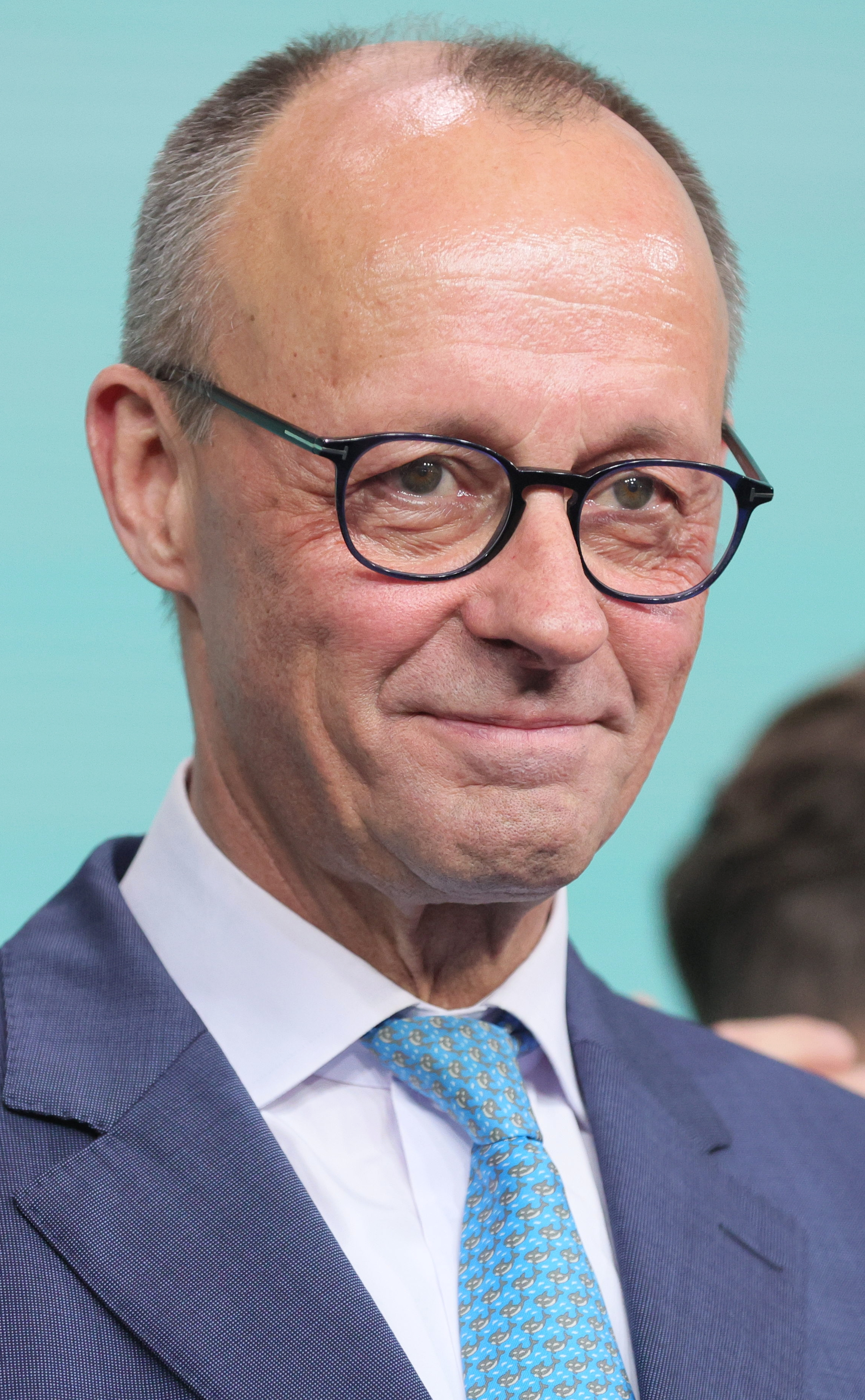
Friedrich Merz, canciller de Alemania desde 2025.

El canciller de Alemania (en alemán: Kanzler, -in) es el jefe de Gobierno de Alemania. Desde la creación del cargo en 1867 con la fundación de la Confederación Alemana del Norte, este ha cambiado de nombre conforme la forma del gobierno en cada época; actualmente, siendo Alemania una república federal, la denominación oficial del cargo es canciller federal de la República Federal de Alemania (en alemán: Bundeskanzler der Bundesrepublik Deutschland, o sencillamente Bundeskanzler, -in).  

##### Ministerio Federal
Los ministerios federales de Alemania (en idioma alemán: Bundesministerium, plural: Bundesministerien) son las Administraciones federales supremas de Alemania encargadas a un ministro federal. Según la Constitución Alemana el Gobierno federal se compone del canciller y los ministros federales. De acuerdo a las indicaciones generales del canciller federal, cada ministro federal encabeza y dirige su cartera bajo su propia responsabilidad.

### Poder Judicial Federal

#### Tribunal Constitucional

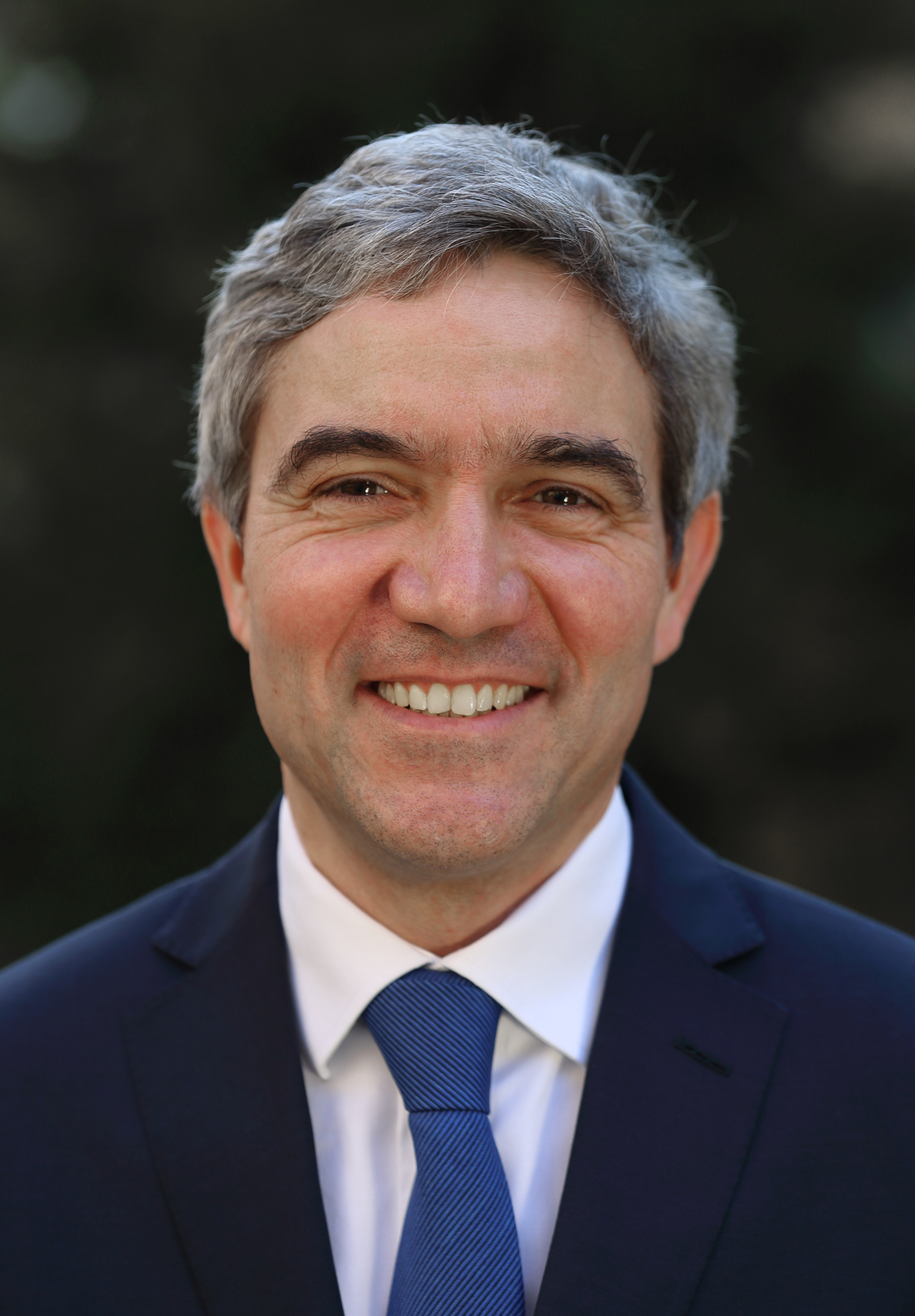
Stephan Harbarth presidente del Tribunal Constitucional de Alemania desde 2020.

El Tribunal Constitucional Federal Alemán (en alemán: Bundesverfassungsgericht, abreviado BVG o BVerfG) es el órgano constitucional encargado del control de constitucionalidad de las leyes en la República Federal de Alemania. Tiene su sede en la ciudad de Karlsruhe. Está compuesto por dos senados, cada uno de los cuales tiene ocho miembros, de los que cuatro son elegidos por un comité del Bundestag y otros cuatro por el Bundesrat, siempre con mayoría de dos tercios. Esta mayoría reforzada hace necesarios acuerdos o compromisos de la mayoría política con la oposición, con lo cual se pretende garantizar la independencia política y la imparcialidad de los jueces. Generalmente, las personalidades elegidas no pertenecen a ningún partido político.
El Tribunal Constitucional Federal puede ser apelado por los demás órganos constitucionales, pero también por individuos si consideran que la actividad legislativa, administrativa o judicial de un órgano estatal lesiona sus derechos fundamentales. 

## El sistema gubernamental de los Estados

### Parlamento Regional
Landtag (en plural, Landtage; oficialmente, Parlamento Regional; también traducido como Asamblea) es el nombre alemán de la mayoría de los parlamentos de cada uno de los estados federados de Alemania. Sus funciones principales son el control del gobierno regional, la legislación regional y la votación del presupuesto de cada Estado federado.

## Nivel municipal
Las representaciones populares a nivel municipal, como el consejo de distrito y el ayuntamiento, o los representantes municipales, no son órganos de la legislatura, incluso si crean normas legales ejecutivas en forma de estatutos. En términos de derecho constitucional, pertenecen al ejecutivo en la tradición de las reformas de Stein-Hardenberg. Esto también se expresa, por ejemplo, en su designación sumaria como órganos de autogobierno local. En comparación con los niveles federal y estatal, así como con la Unión Europea, los municipios están representados principalmente por las organizaciones paraguas locales.

## Unión Europea

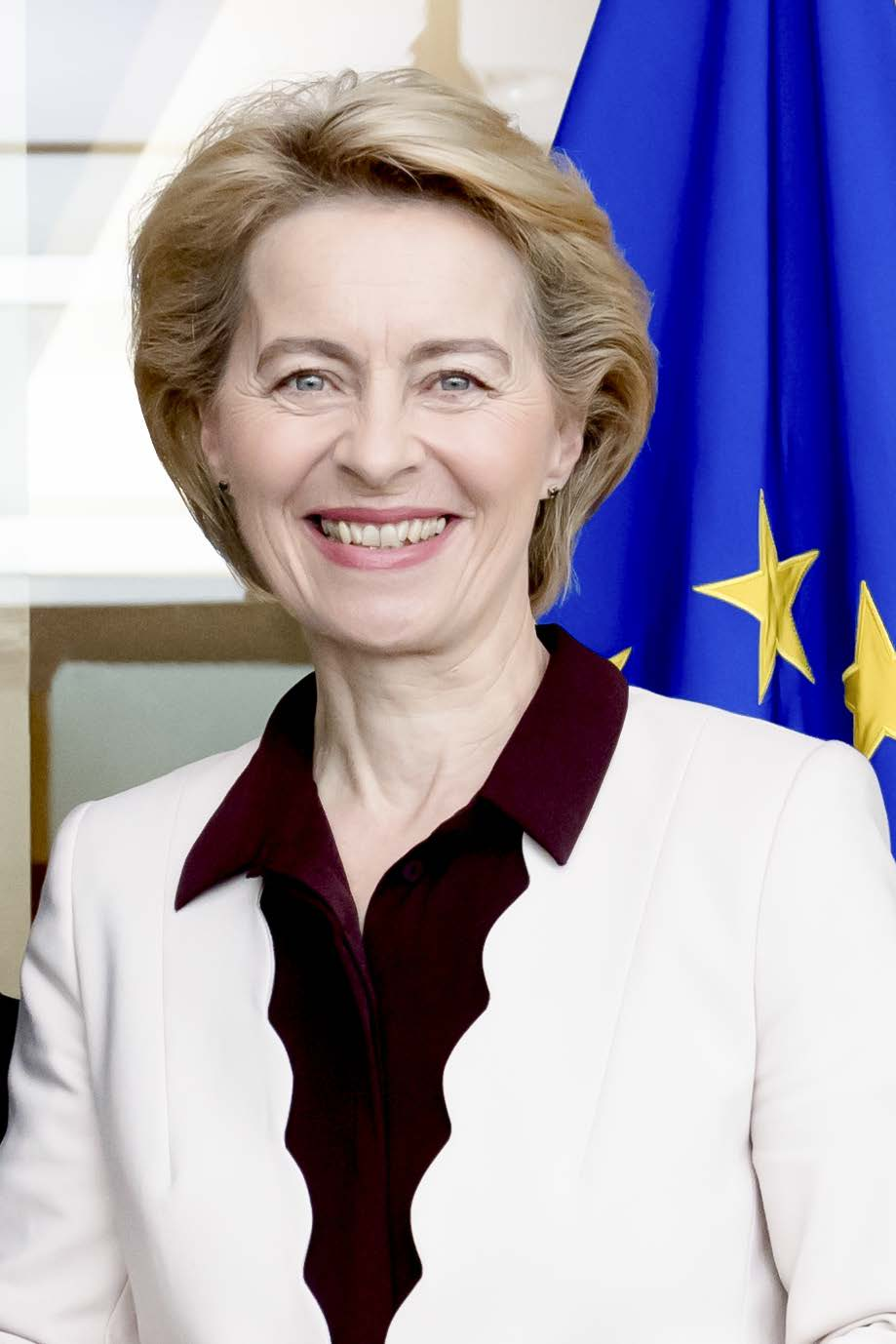
La alemana Ursula von der Leyen es presidenta de la Comisión Europea desde 2019.

Alemania es uno de los miembros fundadores de la Unión Europea, a la que ha transferido ciertos derechos soberanos a través del Tratado de la UE y el TFUE. Alemania promueve activamente la integración europea, que considera la base de la paz y la prosperidad.
La política de la Unión Europea se perfila de manera esencialmente distinta a la propia de otras entidades gubernativas, debido a la naturaleza única de la Unión. Es premisa fundamental para la base histórica, jurídica y política en que se fundamenta dicha entidad. Dado que la Unión no es en caso alguno un Estado soberano, según los parámetros del Derecho internacional o de la filosofía política contemporánea, no pueden tampoco asimilarse los factores que determinan el ejercicio del poder comunitario, ni los mecanismos a través de los cuales este se despliega, ni los vectores en los que se conforma y encauza, ni los agentes que lo detentan o lo aplican. El sistema de gobierno por el que se rige la Unión y que ordena y enmarca el ejercicio legal de sus poderes y competencias es del tipo comunitario, pero sus particularidades y el grado de desarrollo que ha experimentado esta unión política lo hacen especialmente complejo y sofisticado.
El poder comunitario es ejercido por medio de un marco institucional común compuesto por las instituciones, órganos y organismos de la Unión. El Parlamento Europeo y el Consejo ejercen la potestad legislativa, mientras que a la Comisión Europea le corresponde la proposición y aplicación de las leyes, la gestión de las políticas comunes y la ejecución del presupuesto; el Tribunal de Justicia es el intérprete supremo del Derecho comunitario y el garante último de su aplicación por la vía judicial. El Consejo Europeo, con su presidente a la cabeza, desempeñan las funciones de impulso político y moderación institucional que orientan la acción comunitaria en conjunto. Actualmente, el presidente del Consejo Europeo es el político belga Charles Michel, que asumió su mandato el 1 de diciembre de 2019. Mientras que la Comisión actual está presidida por Ursula von der Leyen desde el 1 de noviembre de 2019, en el marco de la IX legislatura.
Uno de los rasgos diferenciadores de la Unión Europea frente a otras organizaciones internacionales es el alto grado de desarrollo e integración de sus instituciones de gobierno. El gobierno de la Unión Europea siempre ha oscilado entre el modelo de conferencia intergubernamental, donde los Estados conservan el conjunto de sus prerrogativas y el modelo supranacional donde una parte de la soberanía de los Estados es delegada a la administración de la Unión. En el primer caso, las decisiones comunitarias entre Estados y deben adoptarse por consenso, mayoría cualificada o unanimidad. Este modelo, cercano al principio de las organizaciones intergubernamentales clásicas, es defendido por la corriente euroescéptica. Según ellos, son los jefes de Estado o de gobierno quienes tienen la legitimidad democrática para representar a los ciudadanos y son entonces las naciones quienes deben controlar las instituciones de la Unión. El segundo caso es el de la corriente eurófila, que estima que las instituciones deben representar directamente a los ciudadanos mediante un modelo de federalismo y elecciones directas. Para ellos, una Unión Europea federal resolvería numerosos problemas relacionados con la soberanía, la legitimación democrática, la división de poderes comunitaria, el reparto de competencias, la fiscalidad y la aspiración a un modelo de bienestar común.
De este modo, el modelo de gobierno de la Unión es un modelo híbrido: por un lado está el Consejo de la Unión Europea, el cual es el representante de los Estados, y en el que las decisiones no requieren unanimidad, y donde los votos de cada estado son ponderados por su peso demográfico; y por otro lado está el Parlamento Europeo, el cual es la única institución europea elegida por sufragio universal y directo, es decir, es la única que representa a los ciudadanos de la Unión. Así, la UE es una comunidad política de Derecho que se gobierna en régimen de democracia representativa y se constituye jurídicamente en organización internacional/supranacional sujeto de Derecho y con personalidad jurídica propia distinta a la de los Estados que la componen. Sus poderes y competencias se encuentran delimitadas en los Tratados que ayudan jurídicamente y que conforman su constitución material, y se ejercen por medio del método comunitario de gestión.
La Unión ha venido desarrollando desde sus orígenes un sistema político y jurídico, el comunitario europeo, que es único en el mundo. Este sistema se conduce por mecanismos y procedimiento de funcionamiento interno que han sido objeto de una evolución histórica, hasta conformar en la actualidad un sistema inédito de gobierno transnacional. Conviviendo e integrando tensiones y elementos supranacionales con otros más próximos al método intergubernamental clásico de relaciones internacionales, la Unión los ha venido incorporando a un entramado jurídico-político fuertemente institucional y estructurado al servicio de una dinámica de integración regional acentuada. La dinámica hacia un federalismo multinacional es acusada en la Unión Europea, pero muy discutida e igualmente contrastada en la práctica por el intergubernamentalismo dominante en ciertas áreas de su política.

## Sistema de partidos políticos
Desde la fundación de la República Federal de Alemania en 1949, en Alemania los partidos políticos están reconocidos en la Constitución alemana. De esta forma se refuerza a estas instituciones como garantes de la democracia.
En la actual legislatura, existen siete fuerzas políticas con representación en el parlamento alemán (Bundestag): la Unión —que incluye a la Unión Demócrata Cristiana (Christlich-Demokratische Union, CDU) y la Unión Social Cristiana (Christlich-Soziale Union, CSU, que solo existe en Baviera)—, de centro-derecha; el Partido Socialdemócrata de Alemania (Sozialdemokratische Partei Deutschlands, SPD), de centro-izquierda; Alianza 90/Los Verdes (Bündnis 90 / Die Grünen), ecologista y de centro-izquierda; el nacional-conservador Alternativa para Alemania (Alternative für Deutschland, AfD); el liberal de centro Partido Democrático Libre (Freie Demokratische Partei, FDP); el partido La Izquierda (Die Linke), poscomunista; y la regionalista Asociación de Votantes del Schleswig Meridional (Südschleswigscher Wählerverband, SSW).
El sistema electoral alemán, basado sobre todo en el escrutinio proporcional, solo admite representación parlamentaria a los partidos que hayan obtenido al menos un 5% del total de los votos. Esto ha garantizado un notable grado de estabilidad en el sistema de partidos a lo largo de la historia de la República Federal, aunque también permitió el establecimiento de nuevas fuerzas políticas. Así, el sistema de tres partidos (los dos "grandes", CDU/CSU y SPD, y el "pequeño" FDP) existente desde inicios de los años 60, fue sustituido por uno de cuatro partidos (CDU/CSU, SPD, FDP, Verdes) desde los 80. Finalmente, desde las elecciones de 2005, el sistema de partidos volvió a ampliarse con la consolidación de La Izquierda como quinto partido, y a partir de las elecciones federales de 2017 ocurrió lo mismo con la AfD.
Aparte de estas formaciones, en la actualidad solo unas pocas fuerzas más tienen una cierta relevancia en la política alemana, a través de su representación en los parlamentos regionales.
A causa del papel central de los partidos en la vida política, un partido político alemán solo pueden ser prohibido si el Tribunal Constitucional Federal concluye que persigue la abolición del "orden fundamental liberal-democrático" de la República Federal. Desde 1949, solo dos partidos alemanes fueron prohibidos: el Partido Socialista del Reich, de ideología nacionalsocialista, en 1952, y el Partido Comunista de Alemania en 1956.
Según la Ley de Partidos de 1967, los partidos políticos tienen determinadas funciones, algunas irrenunciables, dentro de las cuales estarían: el reclutamiento de políticos, formación de gobierno, agregación y articulación de intereses y oponiones. un partido que no concurra durante seis años seguidos a unas elecciones generales o de Land, pierde su condición. Deben de tener estos un carácter de democracia defensiva, esta característica se ve en la autorización para crear partidos políticos otorgada por las fuerzas de ocupación aliadas, que solo concedieron la autorización a los partidos políticos que se habían caracterizado como antifascistas. En los años 90, se habla de "enojo político" que se caracteriza por el creciente descontento ciudadano con los partidos políticos, con el consiguiente descenso de la participación electoral.
La construcción del sistema de partidos alemán es fruto de un conjunto de conflictos (burgueses y obreros, mundo agrario y mundo industrial...) y de estos conflictos salen los principales partidos. En la actualidad están representados parlamentariamente seis grandes partidos. Este sistema de partidos se desarrolló bajo el control de las potencias de ocupación. Hubo continuidad con lo que representaba la historia de Alemania, pero hubo algunas diferencias respecto a la República de Weimar. Las tendencias federalizantes condujeron a la formación de partidos regionalistas.

## Participación ciudadana

### Elecciones
Los escaños hacia algún parlamento en el Bundestag solamente se reparten entre los partidos que obtengan más del cinco por ciento del "segundo voto" (cláusula del cinco por ciento o Sperrklausel, mediante representación proporcional) o tres mandatos directos por el "primer voto" (cláusula del mandato básico o Grundmandatsklausel, por representación directa), como mínimo. Estas cláusulas de barrera deben evitar la presencia de grupúsculos minoritarios en el Bundestag. 
El Bundestag es elegido desde el año 2005 según el Método Sainte-Laguë por un período de legislatura de cuatro años. El método se define del modo siguiente:
El número total de votos (del "segundo voto") que un partido haya conseguido a escala federal se divide por números impares (1,3,5,7,9). A toda lista se le aplica un cociente mayor cada vez que gana un escaño, cociente que se recalcula a partir del nuevo número de bancas obtenidas. El proceso se repite hasta completar la distribución de escaños.
Dentro de cada Land, los candidatos directos más votados en cada circunscripción tienen asegurado su escaño. Si a un partido en un Land le corresponden más escaños de los ocupados por los candidatos directos elegidos, estos escaños serán repartidos según la lista regional del partido. Sin embargo, si un partido ha conseguido en un Land más mandatos directos de los escaños que le pertenecerían por su proporción del "segundo voto", el partido se puede quedar con estos mandatos adicionales (los llamados Überhangmandate o "mandatos sobrantes"). Sin embargo, si un diputado con "mandato sobrante" deja el Bundestag durante la legislatura (por ejemplo, por renunciar a su mandato o por fallecimiento), no puede ser sustituido por otro.
En las elecciones del 2005 ha habido 16 Überhangmandate (9 del SPD y 7 de la CDU), por lo que el número total de escaños del Bundestag se elevó a 614. En 2020, el Bundestag aprobó una reforma de la ley electoral. El principal objetivo es reducir el número de diputados, que ha aumentado en los últimos décadas. Tras las elecciones al Bundestag en 2021, el parlamento tiene 735 diputados.
El método de distribución de escaños utilizado varía en las elecciones a los parlamentos de los 16 Estados federados (Landtag) entre el Sainte-Laguë (utilizado en 5 estados), el Hare Niemeyer (utilizado en 7 estados) y el D'Hondt (utilizado en los restantes tres estados).
Las elecciones estatales comparten las siguientes características:
- elección proporcional con el primer y segundo voto, a excepción de Hamburgo (10 votos), Bremen (5), Sarre (1) y Baden-Wurtemberg (1).
- cláusula del 5 %
- "mandatos sobrantes" (Überhangmandate)

La diferencia principal frente a las elecciones federales es que en las elecciones regionales cada partido sólo presenta una lista única.
El período de legislatura de un Estado federado es de cinco años, excepto en Bremen, donde se vota al Parlamento cada cuatro años. El número de diputados varía en cada Estado federado.
En las elecciones municipales también se vota mediante el método Hare-Niemeyer. Ahora bien, en doce Estados federados el sistema electoral tiene algo especial.
Ahí el elector tiene tantos votos como en total hay miembros que se puede votar. Este número está entre ocho y ochenta, dependiendo de cada municipio. Se vota mediante unas listas presentadas por los partidos. Sin embargo, todos los nombres de los candidatos aparecen en la papeleta electoral, y el mismo elector decide a cuáles de los candidatos de una u otra lista quiere dar cuántos de sus votos.

### Democracia directa
En particular, a nivel federal, Alemania tiene pocas oportunidades directas de participación, a pesar del Artículo 20.2 de la Ley Básica, que enumera expresamente los votos: solo cuando los estados federales se adaptan (amalgama, división o cambios fronterizos) hay algún referéndum en la Ley Básica bajo el artículo 29 de la Ley Básica.
A nivel estatal, dependiendo del estado federal, hay más o menos oportunidades de influencia a través de las decisiones e iniciativas de los ciudadanos, las peticiones de los ciudadanos. Aquí debe considerarse en detalle cuán alto es el obstáculo para tales iniciativas. Los límites de esta participación se encuentran dentro de los límites de las competencias del estado federal.